# アダム・ジョンソン (サッカー選手)
アダム・ジョンソン（Adam Johnson, 1987年7月14日 - ）は、イングランド・サンダーランド出身の元サッカー選手。元イングランド代表。ポジションはウィング。

## 経歴

### クラブ

#### 初期
サンダーランドに生まれノース・イースト・イングランドのダラム東部イージントンで育ったジョンソンは、イージントンの学校に通いクリーブランド・ジュニアフットボールクラブでプレーし、7人制の学校の試合で2得点を挙げた際にジョニー・ヘインズから「君は偉大な選手で素晴らしい左足を持っている」と声を掛けられた。

#### ミドルズブラ

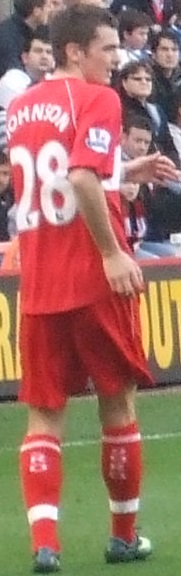
2008年、ミドルズブラでのジョンソン

1995年から1997年までニューカッスル・ユナイテッドFCの下部組織に在籍後、12歳でミドルズブラFCの下部組織に入団し、2003-04シーズンには、トップチームでも同僚となるデヴィッド・ウィーター、トニー・マクマホン (en) 、アンドリュー・テイラー (en) と共にFAユースカップを獲得した。
2005年3月17日にUEFAカップ 2004-05のスポルティングCP戦で17歳の時にトップチームでプロデビューを果たし、それからほぼ6か月後に負傷により欠場したスチュワート・ダウニングの代役としてアーセナルFC戦でリーグデビュー及び初先発出場を飾った。同2005-06シーズン前半戦は主にリーグ戦でベンチ入りするも出番はなく、UEFAカップで途中出場により経験を積む中、2度目の先発出場となった12月15日のリテックス・ロヴェチ戦 (2-0) でマッシモ・マッカローネの得点をアシストした。以後、シーズン終了するまでダウニングの代役や途中出場で出場機会を得、2006年5月3日のボルトン・ワンダラーズFC戦では、それから1週間後のUEFAカップ 2005-06決勝戦へ向けてスティーブ・マクラーレン監督が選手に大幅に入れ替えられる影響により先発出場し、プロ初得点を記録した。7月2日にクラブと契約を4年延長した。

#### リーズとワトフォードへのローン
2006年10月16日に1か月の期限付き移籍でジョン・カーヴァー (en) 暫定監督率いる2部のリーズ・ユナイテッドAFCと契約するも、チームの苦戦し、首脳陣を納得させる程の活躍を見せることは出来なかったため、契約が延長されることはなく11月21日に復帰が決定した。ミドルズブラで過ごすこととなった2006-07シーズン残りは、ブリストル・シティFCとのFAカップ再戦で途中出場からアシストを提供し、さらにPK戦で決勝点を挙げて次戦進出に大きく貢献した。
2007年9月に3か月の期限付き移籍で2部のワトフォードFCと契約したジョンソンは、加入して早々からチームに馴染み、短期間で5得点を挙げる活躍を見せたことから、当然のようにワトフォードのアイディ・ブースロイド (en) 監督から契約延長を希望されたものの、11月16日にミドルズブラ復帰が決定した。

#### ミドルズブラ復帰
ワトフォードから復帰後は、出場した全10試合を途中出場するスーパーサブの役割を務め、マンチェスター・シティFCとのシーズン最終節 (8-1) にも途中出場し、18ヤードの距離からこぼれ球を蹴り得点を挙げた。2008-09シーズンは出場32試合中でダウニングの代用を務めつつ、ダウニングが負傷により長期離脱となったことで半分は先発起用された成功のシーズンだった。
2009-10シーズンは、ダウニングがアストン・ヴィラFCへ移籍した影響から最初の3試合でチームの総得点5得点中3得点を挙げる攻撃の鍵として牽引した。その後も得点を重ね、シーズン前半まででサイドの選手ながら8得点を記録する高い得点率を誇り、攻撃を個人に依存する状況から逆にゴードン・ストラカン新監督の懸念にもなる程の活躍を見せていた。2009年8月18日のスカンソープ・ユナイテッドFC戦では、同僚のリース・ウィリアムズが貰ったファウルのペナルティーキックを相手GKに弾かれて一度は失敗するも、弾かれたボールを取りに行く際にGKにペナルティーエリア内で倒されたことにより再度PKを獲得し、2度目のPKはなんとか成功させた。
シーズンを過ごす中で高い評価を受けた結果、故郷のサンダーランドAFCを含めてプレミアリーグの幾つかのクラブから関心を寄せられたものの、ガレス・サウスゲート監督は売却することはないだろうと主張した。しかし、その一方でジョンソン自身は2009-10シーズンを以って終了する契約を延長しないことを決意していた。12月13日のカーディフ・シティ戦 (0-1) でハムストリングを負傷したことにより、試合中にマルヴィン・エムネス (en) と交代する場面も見られたが、スカンソープ戦 (3-0) で復帰を果たすと、PKを決めて公式戦の得点数を2桁に乗せ、2010年1月26日のドンカスター・ローヴァーズFC戦では、今季3回目となる複数得点を挙げ、さらに同試合の最優秀選手に選出される活躍から10月以来となるアウェイでの勝利に貢献した。それらの安定したパフォーマンスが認められてノース・イーストのサッカーライターによる年間最優秀若手選手賞を受賞した。

#### マンチェスター・シティ

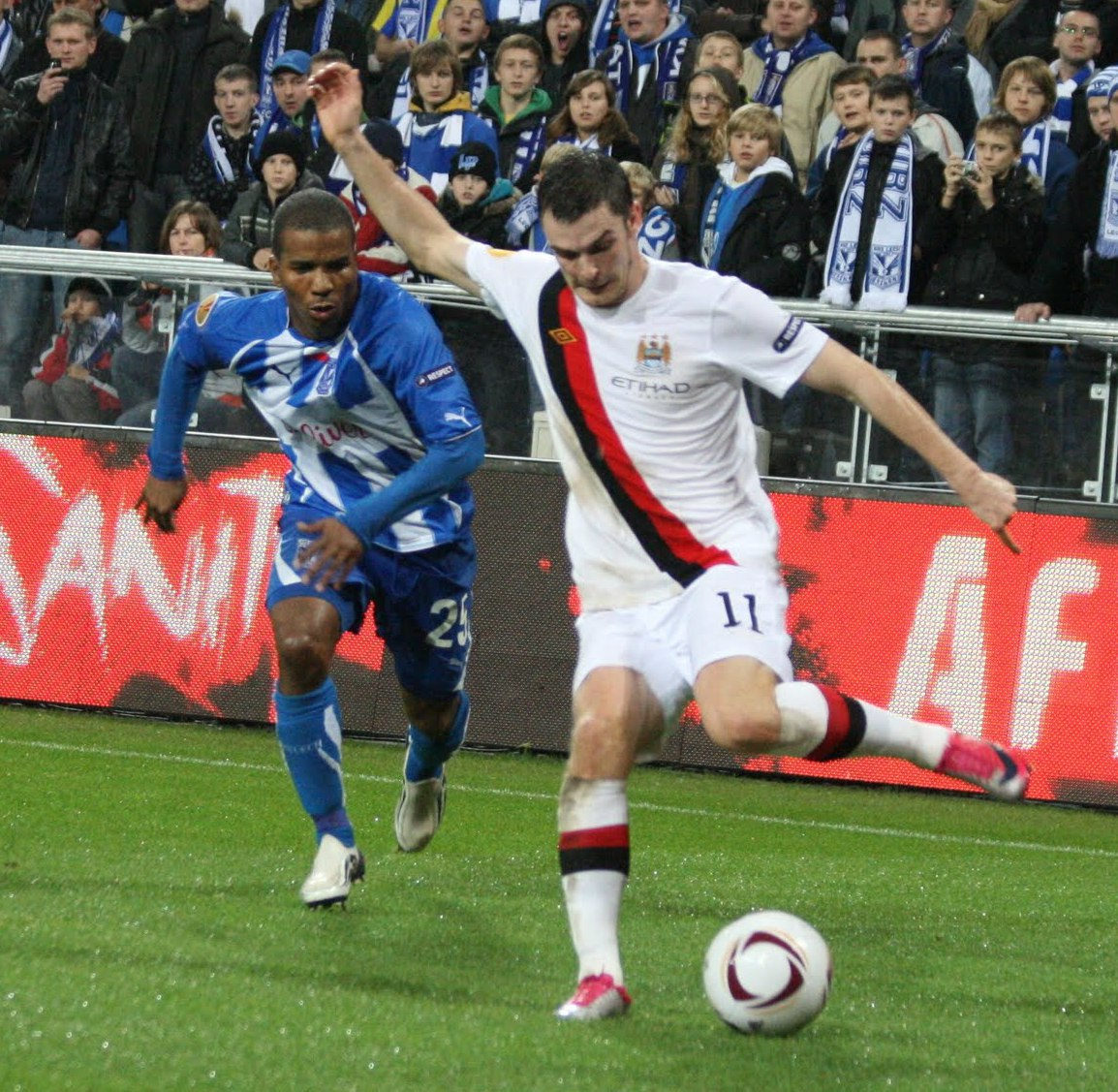
マンチェスター・シティでのジョンソン

冬の移籍市場が開かれた途端に再度獲得候補の対象となり、ミドルズブラはマンチェスター・シティFCからの入札を受け入れた。以前、FAカップの3回戦で対戦した際から関心を持たれてのことだった。同試合は負傷から30分の出場に留まったが、短時間のプレーながらピッチ上で間違いなく最高の選手と評される衝撃を与えていた。最終的に2010年2月1日にマンチェスター・シティと4年半の契約を締結した。
2月6日のハル・シティAFC戦でスティーヴン・アイルランドに代わり途中から初出場を飾り、3日後のボルトン戦で右サイドの先発を務めたジョンソンは、カルロス・テベス、エマニュエル・アデバヨールと共に攻撃を展開し、同試合の最優秀選手に選出された。3月14日のサンダーランド戦でロスタイム1分半に同点弾にして移籍後初得点を挙げるなど、加入早々に活躍を見せたことで、イングランド代表を率いるファビオ・カペッロ監督から称賛され、公に代表チームへの招集を示唆された。
2010年10月3日のニューカッスル戦でガレス・バリーに代わって途中出場して72分に決勝点を挙げ、12月1日にUEFAヨーロッパリーグ 2010-11のレッドブル・ザルツブルク戦で得点を記録。10日後のウェストハム・ユナイテッドFC戦（アウェイ3-1）でも得点し、その後のアストン・ヴィラFC戦 (4-0) ではジョリオン・レスコットにアシストを提供した。2011年1月1日のブラックプールFC戦 (1-0) で決勝点を挙げ、2010年12月14日に逝去したラシュデン・アンド・ダイアモンズFCのGKで友人のデール・ロバーツ (en) に捧げた。同2010-11シーズンは、自身初タイトルとなるFAカップを獲得してシーズンを終えた。
2011-12シーズン前の親善試合ダブリン・スーパーカップでのインテルナツィオナーレ・ミラノとリーグ・オブ・アイルランド11を相手（共に3-0）にそれぞれ得点を挙げる等、新シーズンに向けて好調さを見せると、スウォンジ・シティFCとの開幕戦 (4-0) では、シュートをミシェル・フォルムに一旦弾かれるも、エディン・ジェコが詰め込み得点を挙げたことでアシストを記録し、イーウッド・パークでのブラックバーン・ローヴァーズFC戦 (4-0) でゴール上隅へカーブをかけたシュートを放ち、先制点にして今季初得点を挙げ、続くアストン・ヴィラ戦 (4-1) でも得点した。2011年10月26日にフットボールリーグカップのウルヴァーハンプトン・ワンダラーズFC戦 (5-2) で得点を挙げて勝利に貢献し、その3日後にリーグ戦でのウルヴァーハンプトン戦 (3-1) でも得点した。リーグカップでのアーセナルFC戦 (1-0) でセルヒオ・アグエロの決勝点をアシストし、ノリッジ・シティFC戦 (5-1) で途中出場から今季5得点目を記録。12月1日のストーク・シティFC戦 (3-0) 、4月14日のキャロウ・ロードでのノリッジ・シティ戦 (6-1) でも得点し、公式戦7得点でシーズンを終了した。

#### サンダーランド
マンチェスター・シティで2季連続で公式戦7得点を挙げて得点力を見せつけるプレーが認められ、昨季の11月に契約を2016年まで延長したものの、途中出場でのプレーが多く先発での定期的な出場機会を求め、2012年8月24日に推定移籍金1200万ポンドでサンダーランドAFCと4年契約を締結した。マーティン・オニール監督から「我々は質の高い選手を探しており、アダムはその条件に合致した。彼には偉大な能力があり、ファンを興奮させる選手だ」と高い期待を寄せられた。8月28日にリーグカップのモアカムFC戦 (2-0) で初出場を飾り、両得点をアシストする好調なスタートを切ると、11月10日のエヴァートンFC戦で初得点を挙げ、アウェイのチェルシーFC戦で強豪相手に2得点目を記録するも、全体的に見れば精彩を欠いており、復調が期待されていた。そのような状況下、ボクシング・デーにスタジアム・オブ・ライトでの古巣マンチェスター・シティ戦で決勝点を挙げ、ウェストハム戦でも得点した。2013年4月14日にニューカッスルとのタイン・ウェア・ダービーでカーブをかけた鮮やかな得点を挙げて降格圏からの脱出に貢献した。
2015年3月2日、15歳の少女と性的関係を持った容疑でイギリス警察に逮捕された(後述)。2016年2月10日に行われた公判でこれを認めたため、翌2月11日、サンダーランドにより契約を解除された。また、スポンサー契約を結んでいたアディダスも同様に契約を解除した。

#### 服役
2016年3月、ブラッドフォード刑事法院で行われた判決でジョンソン自身に反省の態度が見えなかったことなどから懲役6年の実刑判決が確定、同月中に収監された。またジョンソンには交際中の2歳年下の彼女（未入籍）とその間に生まれた娘もいたが、関係は解消された。
2019年3月22日、刑期の半分である3年間の服役で釈放された。

### 代表

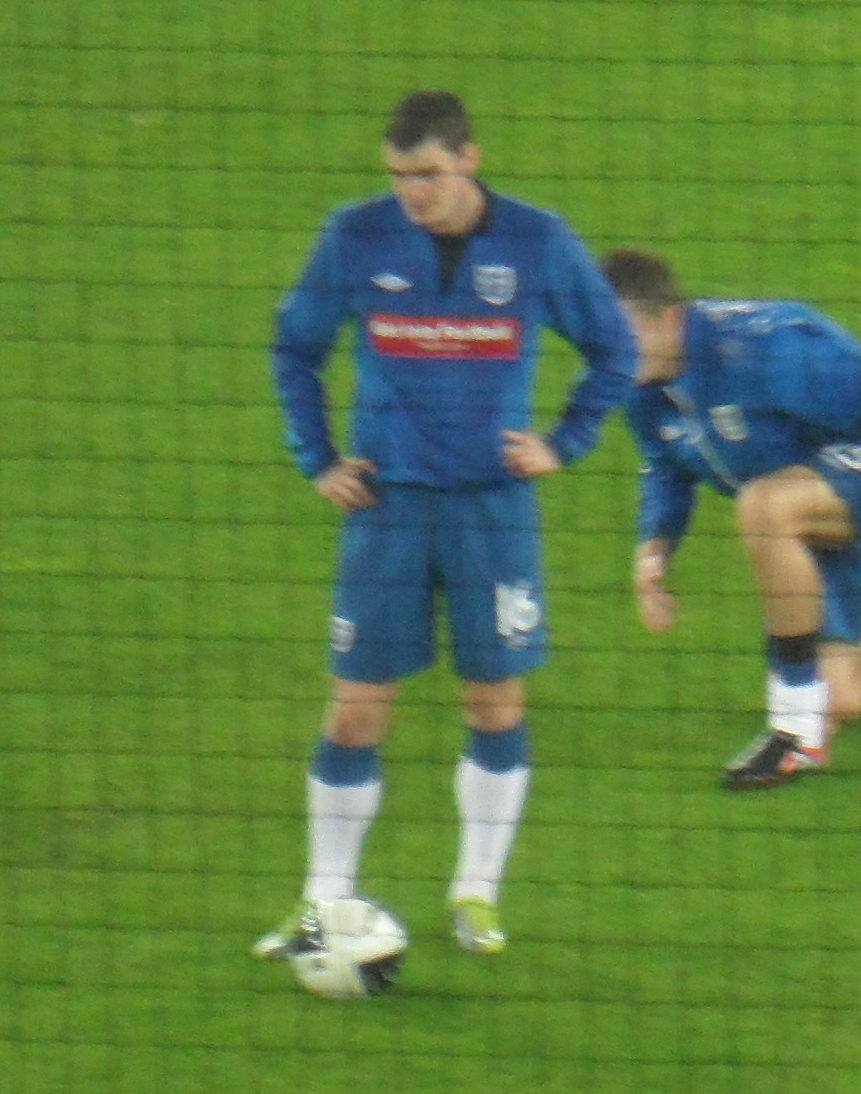
2010年9月7日にUEFA EURO 2012予選のスイス戦に向けてウォーミングアップをするジョンソン

U-19代表時代に2006年5月18日のUEFA U-19欧州選手権でのU-19ベルギー戦で国際舞台の公式戦に初出場を飾った。U-21代表としては、スチュアート・ピアース監督の下、U-21ルーマニア戦でマイケル・カイトリーに代わって初出場を飾り、UEFA U-21欧州選手権2009予選のU-21ポルトガル戦、U-21ウェールズとのプレーオフ第1戦で得点を挙げ、スウェーデンでの本大会進出に貢献。同大会ではグループリーグ3試合中2試合に先発出場し、U-21ドイツ戦では最優秀選手に選出されている。続く準決勝のU-21スウェーデンとのPK戦ではキッカーを務め仕事を熟した。
2010年2月下旬にファビオ・カペッロ監督によって3月のエジプトとの親善試合へ向けた30名の一員としてA代表に初招集されるも、遠征に帯同する最終23名から落選した。それから2か月後に今度は2010 FIFAワールドカップへ向けた30名の候補メンバーに名を連ね、5月24日にウェンブリー・スタジアムでのメキシコ戦でジェームズ・ミルナーに代わり代表デビューを果たした。僅か10分足らずの出場ながらも才能の片鱗を見せつけることに成功したジョンソンは、中盤左がガレス・バリーのみのため選手層が薄かったことや、カペッロ監督が経験不足を問題視しない考えを示唆していたこともあり、メンバー入りを有力視されていたが、6月1日に発表された最終23人から落選となった。この選択にクリス・ワドルは「経験不足によりジョー・コールに譲ることになった」と嘆き、ジェフ・ハーストは、1966 FIFAワールドカップで自身とマーティン・ピータース (en) が経験不足ながらもヒーローとなったことを例に挙げ、ジョンソンには同じような可能性が感じられたと肩を落とした。
ワールドカップ終了後の最初の試合ハンガリー戦で初先発フル出場を飾り、2010年9月3日にUEFA EURO 2012予選のブルガリア戦 (4-0) で初得点を記録し、続く9月7日のスイス戦 (3-1) では、負傷したセオ・ウォルコットに代わり、途中出場から自身2得点目を挙げた。同予選では、先の2試合も含めて5試合に出場し、2012年2月から暫定就任したピアース監督の下では、ピアース監督が唯一指揮したオランダ戦 (2-3) にも先発で出場した。2012年5月に就任したロイ・ホジソン監督によるUEFA EURO 2012の最終23名から落選したものの、予備メンバーに選出された。

## 未成年淫行事件
2015年3月3日、イギリスの複数のメディアはジョンソンが当時15歳であった少女と複数回にわたり性的関係を持ったとの淫行容疑によりダラム警察に逮捕されたと報じた。その後、保釈金を支払い、保釈され、クラブから科された謹慎期間を経てサンダーランドにも復帰していたが、翌2015年4月に同容疑で起訴された。少女はジョンソンのファンでユニフォームにサインを貰ったときに出会った。
2016年2月10日に行われた公判で、ジョンソンがSNSを通じて2015年1月から複数回、少女と会い、少女の年齢を把握したうえで性的関係をもったことを認めたことで翌11日にサンダーランドはジョンソンの解雇を発表した。2016年3月、ブラッドフォード刑事法院で行われた判決でジョンソン自身に反省の態度が見えなかったことなどから懲役6年の実刑判決が確定、同月中に収監された。また事件の責任をとり、サンダーランドのマーガレット・バーンCEOが引責辞任している。

## タイトル

### クラブ
ミドルズブラFC
- FAユースカップ : 2003-04

マンチェスター・シティFC
- プレミアリーグ : 2011-12
- FAカップ : 2010-11
- FAコミュニティ・シールド : 2012